# Fotoliza wody

Schemat fazy jasnej fotosyntezy. (kliknij w obrazek aby powiększyć)

Fotoliza wody – rozpad wody pod wpływem światła (fotodysocjacja) na elektrony, jony wodorowe (protony) i cząsteczki tlenu. Proces zachodzi w fazie jasnej fotosyntezy za sprawą kompleksu rozkładającego wodę (będącego częścią fotoukładu II):
H2O → 2H+ + ½O2 + 2e−
Poprawny jest zapis także zwielokrotniony:
2H2O → 4H+ + O2 + 4e−